# 大分市立豊府小学校
大分市立豊府小学校（おおいたしりつ ほうふしょうがっこう）は、大分県大分市羽屋にある公立小学校である。

## 概要
南大分地区での人口急増に対応するために、1974年（昭和49年）4月1日に大分市立南大分小学校から分離して開校した。
開校した1974年（昭和49年）の11月からベルマーク運動に取り組んでおり、大分県内では2009年度から2014年度まで6年連続で1位を維持し、2014年度には九州でも1位になっている。また、2012年（平成24年）7月には当時全国で24団体しか達成していなかった合計1千万点の収集を達成している。

## 沿革
- 1974年（昭和49年）4月1日 - 大分市立南大分小学校から分離して開校[4]。
- 1995年（平成7年）3月15日 - 新体育館竣工。
- 1995年（平成7年）3月25日 - 新プール竣工。

## 通学区域
上田町、花園、羽屋、羽屋新町、広瀬町、古国府、古国府東、南太平寺